# Mengersgereuth
Mengersgereuth ist eine Ortschaft im Ortsteil Mengersgereuth-Hämmern der Gemeinde Frankenblick im Landkreis Sonneberg in Thüringen.

## Lage
Mengersgereuth liegt im Tal der Effelder am Südrand des Thüringer Schiefergebirges, das im Norden der Gemeinde nahtlos in den Teil von Hämmern übergeht. Südöstlich liegt der Ort Forschengereuth am Hang des 719 Meter über NN liegenden Bergs Oberschaar.

## Geschichte
Mengersgereuth wurde in der Zeit von 1358 bis 1362 erstmals urkundlich erwähnt.
Die Erlöserkirche wurde 1729 geweiht.
Am 1. Januar 2012 wurde Mengersgereuth im Zuge des Zusammenschlusses der Gemeinden Effelder-Rauenstein und Mengersgereuth-Hämmern ein Teil der Gemeinde Frankenblick.

## Persönlichkeiten
- Werner Jacob (1938–2006), Organist, Komponist und Hochschullehrer
- Fritz Scheler (1925–2002), Internist

## Dialekt
In Mengersgereuth wird Itzgründisch, ein mainfränkischer Dialekt, gesprochen.